# Bunning Hill
Bunning Hill är en kulle i Antarktis. Den ligger i Östantarktis. Australien gör anspråk på området. Toppen på Bunning Hill är 49 meter över havet.
Terrängen runt Bunning Hill är platt. Havet är nära Bunning Hill åt nordväst. Trakten är glest befolkad. Närmaste befolkade plats är Davis Station, 4,0 kilometer öster om Bunning Hill. 